# Дворников, Прокофий Игнатьевич
Дворников Прокофий Игнатьевич (8 марта (24 февраля) 1905 года, с. Носелевка Шаповаловской волости Борзенского уезда Черниговской губернии — 19 июня 1967, Тирасполь, Молдавская ССР, СССР) — советский учёный, агроном-селекционер, член-корреспондент ВАСХНИЛ (1956), академик АН Молдавской ССР (1961). Герой Социалистического Труда (1966).

## Биография
Родился в крестьянской семье в селе Носелевка (укр. Носелі́вка) Шаповаловской волости Борзенского уезда Черниговской губернии Российской империи в семье крестьянина-собственника Игната Диомидова Дворника и законной жены его Параскевы Иларионовой. После школы окончил Харьковский педагогический институт профессионального образования (1933).
В 1933—1934 работал заведующим Харьковского овощного государственного сортоучастка. В 1934 был переведён на научную работу в г. Тирасполь Молдавской ССР, где в течение пяти лет работал зав. отделом овощных культур, затем — в 1939—1941 зам. директора по научной работе, с 1941 — директором Молдавской овоще-картофельной станции в Тирасполе; в 1950—1953 — заместителем министра сельского хозяйства Молдавской ССР.
В 1953—1956 — директор НИИ почвоведения, агрохимии и мелиорации Молдавского филиала Академии наук СССР. С 1956 — директор Молдавского НИИ орошаемого земледелия и овощеводства. Одновременно с 1961 академик — секретарь Отделения биологических наук АН Молдавской ССР.
Организатор селекционной работы с овощными культурами в Молдавии. Вывел и участвовал в выведении многих сортов и гибридов томатов, огурцов, сахарной кукурузы и др.
Герой Социалистического Труда (1966). Награждён двумя орденами Трудового Красного Знамени.
Умер 19 июня 1967, Тирасполь, Молдавская ССР, похоронен на городском кладбище.